# Фаїна Розенфельд
Фанні «Боббі» Розенфельд (28 грудня 1904, Катеринослав — 14 листопада 1969, Торонто) — канадська спортсменка, золота медалістка в естафеті 4×100 м і срібна у бігу на 100 м на Олімпійських іграх 1928 року в Амстердамі. Крім легкої атлетики, займалася хокеєм, баскетболом, софтболом і тенісом. Краща спортсменка Канади першої половини ХХ ст. Премія імені Боббі Розенфельд вручається найкращій спортсменці року в Канаді.

## Спортивна кар'єра
Народилася в Катеринославі, в єврейській родині, в тому ж році емігрувала до Канади. Росла в Баррі, а в 1922 році родина оселилася в Торонто. У 1925 році на жіночому чемпіонаті Онтаріо з легкої атлетики, всього за один день виступів вона завоювала золоті медалі в метанні диска, штовханні ядра, в бігу на 220 ярдів (200 м), бігу з бар'єрами і стрибку в довжину, а також посіла друге місце в метанні списа і бігу на 100 ярдів (91 м) . В середині 1920-х років вона утримувала національний рекорд в естафеті на 440 ярдів, стрибку в довжину з місця, метанні диска, списа та штовханні ядра.
Крім легкої атлетики, Розенфельд грала в баскетбол за команду Toronto's Young Women's Hebrew Association (YWHA), з якою двічі виходила у фінал національної першості. Вона також грала в хокей, фастбол, софтбол, лакросс і гольф . У 1924 році вона стала переможницею в тенісному турнірі Toronto Ladies Grass Court Tennis.
На літніх Олімпійських іграх 1928 року Розенфельд встановила кілька рекордів Канади з легкої атлетики. Вона також завоювала золоту медаль в естафеті 4×100 м і срібну медаль у бігу на 100 м на.
У 1920-х і 1930-х роках Фанні була однією з найвідоміших хокеїсток Канади. Вона стала ключовою фігурою в чемпіонатській команді «Торонто Паттерсон Патс», яка виграла чемпіонат Онтаріо в 1927 і 1929 роках. У 1924 році вона стала однією із засновниць Жіночої хокейної асоціації Онтаріо і була її президентом з 1934 по 1939 рік.
У 1939 році вона була менеджером софтбольної команди Langley's Lakesides. Під її керівництвом команда зіграла виставкову гру в " Медісон-сквер-гарден " на яку прийшло подивитися понад 14 000 чоловік.